# 傑佛遜鎮區 (新澤西州)
傑佛遜鎮區（英語：Jefferson Township）是位於美國新澤西州摩里斯縣的一個鎮區。

## 地方資料
傑佛遜鎮區的面積為110.78平方千米，當中陸地面積為100.75平方千米，而水域面積為10.03平方千米。根據2020年美國人口普查的數據，當地共有人口20538人，而人口密度為每平方千米185.39人。